# عملية نصر من الله
{{معلومات نزاع عسكري
| اسم_النزاع = عملية الصقور الصامدة
| جزء_من = الاشتباكات الحدودية اليمنية السعودية، والحرب الأهلية اليمنية (2015–الآن) ، والتدخل بقيادة المملكة العربية السعودية في اليمن
| صورة = Najran Offensive Phase 2 (2019).svg
| عرض_الصورة = 
| تعليق = خريطة المرحلة الأخيرة من العملية 

| تاريخ = 25 أغسطس - أواخر سبتمبر 2019
| مكان = الحدود السعودية اليمنية
| نوع_الخريطة = 
| التغييرات_الحدودية = 
| نتيجة = *انتصار قوات الحوثية وا دفع قوات السعودية إلى الحدود
- تحرير 350 كيلومترا مربعا في المرحلة الأولى من العملية، بما فيها من مواقع ومعسكرات، وسقوط ثلاثة ألوية بعددها وعتادها في محور نجران

- المرحلة الثانية من عملية نصر من الله أدت إلى تحرير خمسمئة كيلومتر مربع، ووصول القوات اليمنية إلى الحدود  السعودية

| خصم1 =  اليمن
(المجلس السياسي الأعلى)
- حركة الحوثيين[1]

| خصم2 =  السعودية
- قوات القبائل اليمنية المتحالفة الموالية لحكومة هادي

| قائد1 = 
| قائد2 = 
| وحدات1 = مقاتلو الحوثي
اللجان الشعبية في اليمن
وحدات الطائرات بدون طيار والوحدات الصاروخية ووحدات الدفاع الجوي 
| وحدات2 = القوات المسلحة السعودية
- القوات البرية الملكية السعودية
- القوات الجوية الملكية السعودية

الحرس الوطني السعودي
لواء الفتح
| قوة1 = 
| قوة2 = 
| خسائر1 = غير معروف
| خسائر2 = 'أكثر من 2500 بين قتيل وأسير
[https://www.aljazeera.net/politics/2019/9/29/%D8%A7%D9%84%D9%8A%D9%85%D9%86-%D8%A7%D9%84%D8%B3%D8%B9%D9%88%D8%AF%D9%8A%D8%A9-%D8%A7%D9%84%D8%AD%D9%88%D8%AB%D9%8A%D9%88%D9%86-%D8%B9%D9%85%D9%84%D9%8A%D8%A9-%D9%86%D8%AC%D8%B1%D8%A7%D9%86[[
من أواخر أغسطس إلى أواخر سبتمبر 2019، نفذت القوات اليمنية الموالية [[المجلس السياسي الأعلى (اليمن)|للمجلس السياسي الأعلى] بقيادة الحوثيين عملية عسكرية تحت الاسم الرمزي«نصر من الله»، وقد استهدفت القوات السعودية والقوات المتحالفة معها على طول الحدود السعودية اليمنية.
في ذروة العملية في أواخر سبتمبر، كشفت جماعة الحوثيين عن تنفيذها مؤخرا عملية عسكرية كبرى في محور نجران بالسعودية، طوقت ودمرت خلالها تركيزًا كبيرًا من القوات التي تقودها السعودية. وأعلن المتحدث العسكري باسم الحوثيين، يحيى سريع، في مؤتمر صحفي، عن سقوط ثلاثة ألوية عسكرية من قوات العدو بقيادة السعودية إلى جانب فصيل للقوات السعودية خلال معركة استمرت 72 ساعة جنوب نجران. وبحسب المتحدث باسم الحوثيين أسفر الهجوم عن سقوط نحو خمسمئة شخص وأسر أكثر من ألفي ضابط وجندي، إضافة إلی احتراق 15 سيارة. وبحسب قوله، كانت الكتائب السعودية تستعد لهجوم كبير على الحوثيين رداً على هجمات منشآت أرامكو، لكن الحوثيين تمكنوا من مواجهة القوات السعودية. وتعهد المتحدث بالعمل بعد «استسلام الآلاف من قوات العدو على تأمينهم من الغارات الانتقامية لطيران العدوان الحربي الذي استهدف الأسرى بعشرات الغارات». وصف الحوثيون الهجوم بأنه «أكبر عملية استدراج عسكري لقوات العدو منذ بدء العدوان على بلدنا (اليمن)».

## العملية
في 28 سبتمبر 2019، أعلن الحوثيون عن شنهم «عملية كبرى» قرب الحدود مع منطقة نجران، جنوب غرب السعودية. وقال الناطق العسكري باسم الحوثيين، يحيى سريع، إنه خلال عملية شنت قبل 72 ساعة، بالقرب من الحدود مع منطقة نجران، سقطت ثلاثة ألوية عسكرية معادية وفصيل للقوات السعودية، بدعم من وحدات الطائرات المسيرة والصواريخ والدفاع الجوي التابعة للحركة.
وبحسب قوله، تم أسر الآلاف من القوات السعودية، بما في ذلك أعدادا كبيرة من قادة وضباط وجنود الجيش السعودي، بالإضافة إلى اغتنام مئات الآليات والمدرعات.
وقال المتحدث إن القوات اليمنية قادرة على التقدم أكثر في الأراضي السعودية «في حال استمرارها في العدوان على اليمن». وأكد لأهالي الأسرى بأن «الجيش واللجان الشعبية سيتخذون المزيد من الإجراءات اللازمة لحمايتهم من استهداف الطيران الحربي المعادي». وتم إلقاء جثث الجنود القتلى في الجبال المحلية.
في المقابل، نفى المتحدث باسم التحالف بقيادة السعودية جميع مزاعم الحوثيين في 30 سبتمبر، مدعيا أن العملية المزعومة كانت «مسرحية» وكانت مجرد محاولة لتضليل وسائل الإعلام.

## الأعقاب
في 29 سبتمبر، قال رئيس لجنة الحوثيين لشؤون أسرى الحرب، عبد القادر المرتضى، إنهم سيطلقون سراح 350 محتجزًا لديهم. وفي اليوم التالي، أطلق الحوثيون من جانب واحد سراح 290 أسيرا لديهم، من بينهم 42 شخصا نجوا من قصف جوي قام به التحالف العسكري بقيادة السعودية ضد مركز احتجاز بمحافظة ذمار اليمنية، والذي أسفر عن مقتل أكثر من 100 أسير حرب.
وفي أعقاب الهجوم، استخدم وزير خارجية البلاد خطابه أمام الجمعية العامة للأمم المتحدة في 28 سبتمبر لتوجيه اللوم إلى إيران. وقال إن «الحل يكمن في دفع هذه المليشيات إلى تنفيذ الاتفاق والوفاء بالالتزامات التي أخذتها على عاتقها أمام العالم».